# Jeremy de León
Jeremy André de León Rodríguez (18 maart 2004) is een Puerto Ricaans voetballer die sinds januari 2024 onder contract ligt bij Real Madrid.

## Clubcarrière
De León groeide op in zijn geboorteland Puerto Rico, maar ging op negenjarige leeftijd al testen bij Spaanse clubs, waaronder Sevilla FC. In de winter van 2022 tekende hij uiteindelijk bij CD Castellón. Een klein halfjaar later werd zijn contract er al opengebroken. Later die maand maakte hij z'n officiële debuut in het eerste elftal van de club: op 14 mei 2022 werd hij in de competitiewedstrijd tegen Villarreal CF B bij de rust vervangen. Ook op de slotspeeldag mocht hij invallen, ditmaal kort voor het uur.
In het seizoen 2022/23 kwam hij 26 keer aan spelen toe in de Primera Federación, voornamelijk als invaller. In de promotie-playoffs verscheen hij in alle vier de wedstrijden van Castellón aan de aftrap en droeg hij in elke ronde zijn steentje bij: in de terugwedstrijd van de halve finale tegen Deportivo La Coruña scoorde hij in de terugwedstrijd het tweede doelpunt in de 4-3-zege (na verlengingen) van Los albinegros, in de terugwedstrijd van de finale tegen AD Alcorcón leverde hij de assist af voor de 0-1. Castellón, dat thuis op een 0-0-gelijkspel was blijven steken tegen Alcorcón, verloor de terugwedstrijd uiteindelijk met 2-1 en mocht zo zijn promotiedromen opbergen.
De León kwam in de eerste helft van het seizoen 2023/24 nog uit voor Castellón, maar in januari 2024 versierde hij een transfer naar Real Madrid. De Puerto Ricaan, wiens contract bij Castellón op het einde van het seizoen afliep, werd aanvankelijk bij Real Madrid Castilla gestald. In zijn eerste halve seizoen was hij goed voor één doelpunt in acht competitiewedstrijden in de Primera Federación, waarvan zeven als invaller. Zijn doelpunt scoorde hij in zijn enige wedstrijd als basisspeler, de 0-1-zege bij CF Intercity op de voorlaatste competitiespeeldag. De León trainde in zijn eerste halve seizoen bij De Koninklijke ook geregeld mee met het eerste elftal. De Puerto Ricaan mocht bovendien met het eerste elftal meevliegen naar Manchester en München voor de Champions League-wedstrijden tegen Manchester City en Bayern München, ondanks het feit dat hij niet speelgerechtigd was. Toen hij ook mee naar Londen mocht voor de finale – ondanks het feit dat hij niet mocht meespelen –, werd De León zowaar tot talisman gebombardeerd.

## Interlandcarrière
De León maakte op 6 juni 2024 zijn interlanddebuut voor Puerto Rico: in de WK-kwalificatiewedstrijd tegen El Salvador (0-0-gelijkspel) kreeg hij een basisplaats. Vijf dagen later opende hij zijn doelpuntenrekening voor de nationale ploeg: in de 8-0-zege tegen Anguilla stond hij tweemaal aan het kanon.
| Interlands van Jeremy de León | Interlands van Jeremy de León | Interlands van Jeremy de León | Interlands van Jeremy de León | Interlands van Jeremy de León | Interlands van Jeremy de León | Interlands van Jeremy de León |
| No.                           | Datum                         | Wedstrijd                     | Uitslag                       | Soort Wedstrijd               | Doelpunten                    |                               |
| Als speler bij Real Madrid    | Als speler bij Real Madrid    | Als speler bij Real Madrid    | Als speler bij Real Madrid    | Als speler bij Real Madrid    | Als speler bij Real Madrid    | Als speler bij Real Madrid    |
| ----------------------------- | ----------------------------- | ----------------------------- | ----------------------------- | ----------------------------- | ----------------------------- | ----------------------------- |
| 1.                            | 6 juni 2023                   | El Salvador – Puerto Rico     | 0 – 0                         | Kwalificatie WK 2026          | -                             |                               |
| 2.                            | 11 juni 2023                  | Puerto Rico – Anguilla        | 8 – 0                         | Kwalificatie WK 2026          | 21' 51'                       |                               |
| Totaal                        | Totaal                        | Totaal                        | Totaal                        | Totaal                        | 2                             |                               |

Bijgewerkt tot 27 juni 2024
1 Courtois ·
2 Carvajal  ·
3 Militão ·
4 Alaba ·
5 Bellingham ·
6 Camavinga ·
7 Vinícius ·
8 Valverde ·
9 Mbappé ·
10 Modrić ·
11 Rodrygo ·
13 Lunin ·
14 Tchouaméni ·
15 Güler ·
16 Endrick ·
17 Vázquez ·
18 Vallejo ·
19 Ceballos ·
20 García ·
21 Díaz ·
22 Rüdiger ·
23 Mendy ·
Coach: C. Ancelotti
Assistent-trainer: D. Ancelotti